# Kateryna Lagno
Kateryna Oleksandrivna Lagno (em ucraniano:  Катерина Олександрівна Лагно, em russo:  Екатерина Александровна Лагно, algumas vezes escrito como "Lahno"; nasceu em 27 de dezembro de 1989 em Leópolis e é uma grande mestre de xadrez ucraniana.
Em 2014 se naturalizou russa. Obteve da FIDE o título de Grande mestre de xadrez feminino (WGM) aos 12 anos e 4 meses. Em 2007 conquistou o título de Grande mestre de xadrez.
Lagno foi vice-campeã mundial feminina em 2018, campeã mundial feminina de rápidas em 2014 e campeã mundial feminina de Blitz em 2010, 2018 e 2019.

## Carreira
No nível júnior, ela venceu a categoria sub-10 feminina do Campeonato Mundial Juvenil de Xadrez em 1999 e a categoria sub-14 feminina do Campeonato Europeu Juvenil de Xadrez em 2001.
Lagno foi nomeada pelo presidente da FIDE para jogar no Campeonato Mundial Feminino de Xadrez de 2004, com 64 jogadores, onde foi a quinta cabeça de chave. Ela chegou à terceira rodada e perdeu para a eventual vice-campeã Ekaterina Kovalevskaya. Aos 15 anos, ela venceu o Campeonato Europeu Individual Feminino de 2005, realizado em junho em Chişinău, Moldávia.  No ano seguinte, ela venceu o super torneio feminino "North Urals Cup", atingindo uma norma de grande mestre no processo.
Em maio de 2008, Lagno venceu novamente o Campeonato Europeu Individual Feminino de Xadrez em Plovdiv, por meio ponto no torneio aberto de 11 rodadas.
Em agosto de 2010, Lagno se tornou campeã mundial feminina de blitz. Ela terminou em terceiro lugar no Grupo C do Torneio de Xadrez Tata Steel 2011 em Wijk aan Zee. Na 40ª Olimpíada de Xadrez em Istambul em 2012, ela ganhou a medalha de bronze individual por seu desempenho no tabuleiro um.
Em dezembro de 2012, Lagno empatou em primeiro lugar com Hou Yifan , Humpy Koneru e Anna Muzychuk no evento de xadrez rápido feminino do SportAccord World Mind Games em Pequim , levando a medalha de ouro no placar de desempate.
Em abril de 2014, Lagno venceu o Campeonato Mundial Feminino de Xadrez Rápido em Khanty-Mansiysk por tie-break sobre Alexandra Kosteniuk.  Em 11 de julho de 2014, a FIDE aprovou oficialmente sua transição da Federação Ucraniana de Xadrez para a Federação Russa de Xadrez, conforme registrado em março de 2014.
Em 2016, Lagno ganhou a medalha de ouro no evento de xadrez blitz feminino do IMSA Elite Mind Games em Huai'an, China.
Em novembro de 2018, Lagno perdeu para a campeã mundial Ju Wenjun na final do Campeonato Mundial Feminino. Em dezembro de 2018. Lagno venceu o Campeonato Mundial Feminino de Xadrez Blitz realizado em São Petersburgo sem perder nenhuma partida.
Venceu o Campeonato Russo Feminino de 2024.